# Chris Koch (rugby à XV)
Pour les articles homonymes, voir Chris Koch.
Pas d'image ? Cliquez ici

a Compétitions nationales et continentales officielles uniquement.

b Matchs officiels uniquement.
Augustus Cristoffel Koch, plus connu comme Chris Koch, né le 21 septembre 1927 à Moorreesburg et mort le 21 mars 1986 dans la même ville, est un joueur de rugby à XV international sud-africain. Il évolue au poste de pilier.

## Carrière
Il dispute son premier test match le 13 août 1949 contre les All Blacks. Il joue son dernier test match contre les All Blacks le 23 juillet 1960. Il participe donc à la fameuse série victorieuse de quatre tests à zéro des Springboks contre les All Blacks comme pilier pour trois rencontres remportées 12-6, 9-3, 11-8. 
En 1951 il est sélectionné à trois reprises avec les Springboks, qui font une tournée en Europe. Il l'emporte sur l'Écosse 44-0. Il participe ensuite à la victoire contre l'Irlande 17-5 puis à celle sur le pays de Galles 6-3. En 1952 il achève le Grand Chelem en gagnant l'Angleterre 8-3, puis à Paris 25-3. Il est ensuite choisi pour disputer une série de quatre matchs contre les Wallabies en 1953, et il participe à la victoire de l'Afrique du Sud 25-3. C'est alors son neuvième match sous le maillot des Springboks pour autant de victoires. Mais le match est perdu. Il joue un des deux derniers tests remportés par les Springboks.
En 1955 les Lions britanniques se déplacent en Afrique du Sud. Chris Koch joue les quatre tests. L'année suivante il est retenu un match pour affronter les Wallabies. Les Sud-africains se déplacent en Nouvelle-Zélande, il joue deux fois contre les All Blacks. Il fait partie de l'équipe des Springboks de 1958 qui affrontent les Français dans une série historique pour les Bleus. 
Il passe toute sa carrière au sein de la province de Boland, aujourd'hui connue sous le nom de Cavaliers.

## Statistiques en équipe nationale
- 22 sélections
- 15 points (5 essais)
- Sélections par saison : 3 en 1949, 3 en 1951, 2 en 1952, 3 en 1953, 4 en 1955, 3 en 1956, 2 en 1958, 2 en 1960.